# Schorsmolen

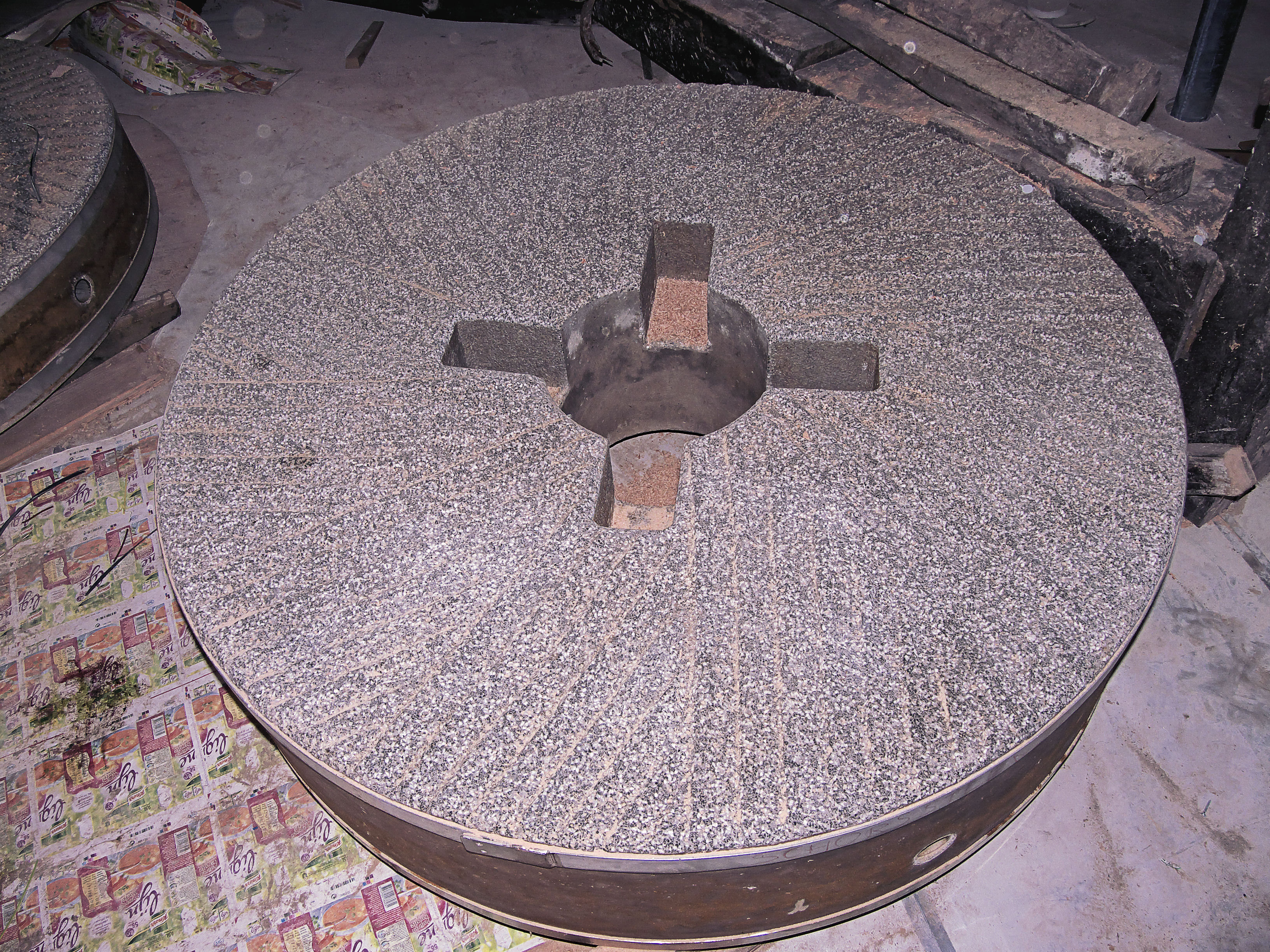
Eeksteen van molen De Koe in Ermelo

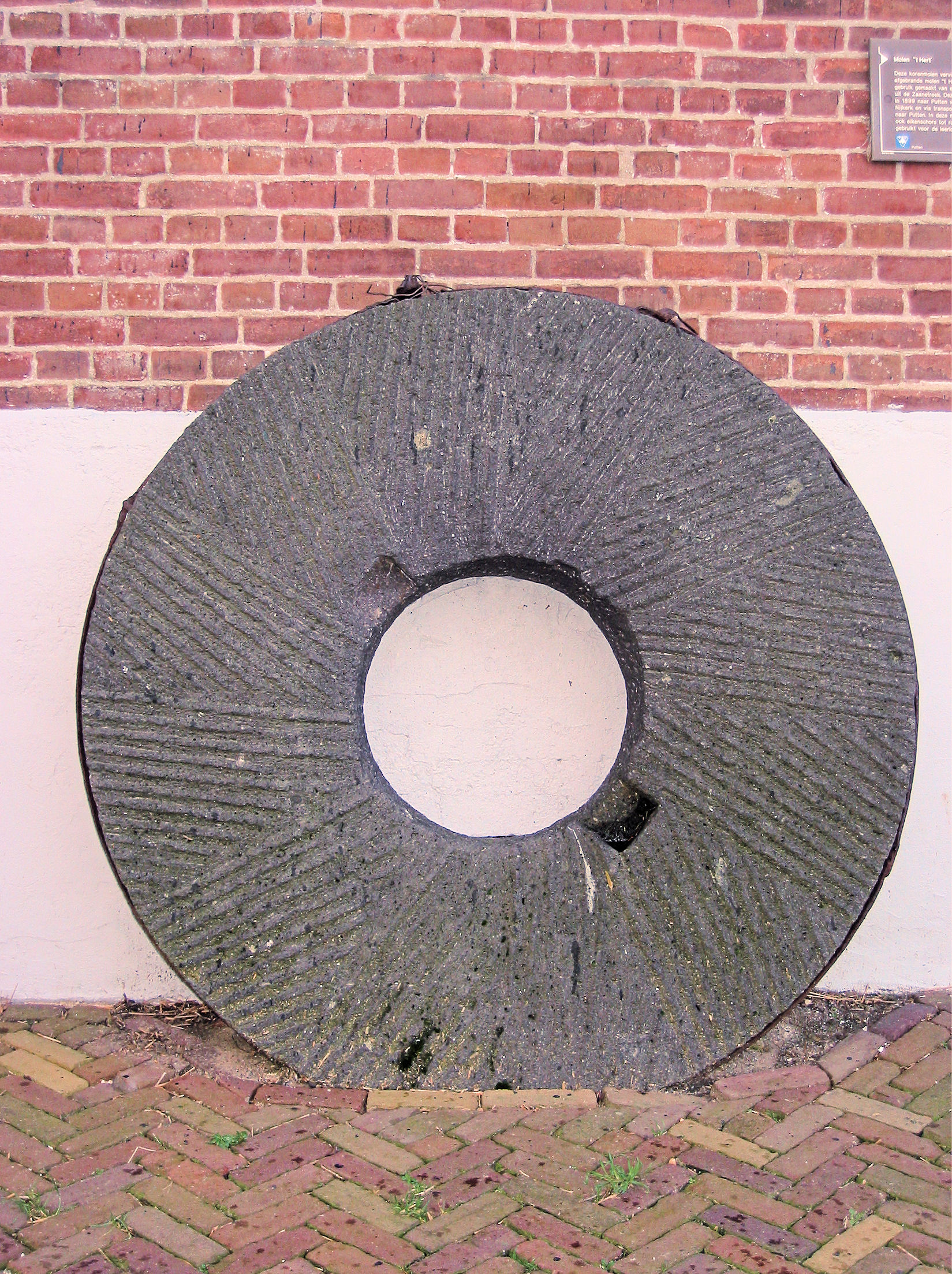
Eeksteen van molen Het Hert in Putten

Een schorsmolen (ook runmolen, eekmolen of barkmolen) is een molen die werd gebruikt om eikenschors, ook wel eekschors of bark genoemd, fijn te malen tussen de molenstenen. Van deze gemalen schors werd run gemaakt, door er water aan toe te voegen. Dit bevatte looizuur. Het werd gebruikt voor het looien van leer.
In Nederland waren schorsmolens vooral te vinden in Noord-Brabant en Limburg, omdat daar ook een belangrijke lederverwerkende industrie aanwezig was.
Schorsmolens konden zowel windmolens als watermolens zijn.
Enkele Nederlandse en Belgische molens die als schorsmolens dienstgedaan hebben zijn:
- De Volksvriend te Gemert
- De Doornboom te Hilvarenbeek
- De Reus te Gennep
- De Sint-Victor te Heeze
- De Hooidonkse Watermolen te Nederwetten
- De Nonnemolen te Leupegem
- De Dommelse Watermolen te Dommelen
- De Venbergse Watermolen te Valkenswaard
- De Onvermoeide te Raamsdonksveer
- Rijn en Lek te Wijk bij Duurstede
- De Barkmolen aan het Winschoterdiep in de stad Groningen
- De Tuiltermolen in de abdijsite Herkenrode in Hasselt.
- Het Hert te Putten
- Molen van Damoiseaux te Sittard
- Molen De Lelie te Etten-Leur

Het malen van schors was een stoffig werk waarbij huidirriterende stoffen vrijkwamen. Vaak werden tijdens het malen de deuren opengezet zodat het stof snel wegwaaide.